# Чотирнадцять святих помічників
Чотирнадцять святих помічників (лат. Quatuordecim Auxiliatores) — в католицькій церкві — група з 14 християнських святих, кожен з яких має здатність зцілювати від певних хвороб, а також допомагає у випадках особливих життєвих потреб. Традиція вшанування цих святих як єдиної групи виникла в середині XIV століття під час епідемії чуми у Рейнській області.
До Чотирнадцяти святих помічників відносяться:
1. св. муч. Акакій
2. св. вмуч. Варвара
3. св. муч. Віт
4. св. муч. Власій
5. св. вмуч. Георгій Змієборець
6. св. муч. Діонісій
7. св. Егідій
8. свщмуч. Еразм
9. св.вмуч. Євстафій
10. св. вмуч. Катерина
11. свщмуч. Киріак
12. св. муч. Марина
13. св. вмуч. Пантелеймон
14. св. вмуч. Христофор

Більшість з цих святих жила на межі III і IV століття під час правління римського імператора Діоклетіана. Всі святі (крім св. Егідія) прославлені як мученики.
Кожен із цих чотирнадцяти святих має свій персональний день пам'яті. До 1969 року існував день їх спільного вшанування — 8 серпня, проте у діючому богослужбовому календарі спільна пам'ять не відзначається.